# Julio Salvador Sagreras
Julio Salvador Sagreras (Buenos Aires, 22 de novembro de 1879 – Buenos Aires, 20 de julio de 1942) foi um violonista, compositor e docente argentino.
Filho de violonistas, foi professor de violão na Academia de Belas Artes de Buenos Aires, Argentina. Publicou cerca de cem composições com a editora Francisco Nuñez, em Buenos Aires.
No ano de 1905 fundou sua própria escola de violão, a "Academia de Guitarra".
Foi autor de métodos de ensino para o violão e a partir do ano de 1925 tomou parte de numerosos concertos radiofônicos. Como compositor, escreveu música principalmente para o violão. Também escreveu livros para o ensino de violão, "Las Lecciones de guitarra" consistindo em 7 livros de aprendizagem, desde o básico até o nível de concertista de violão.